# Kazou

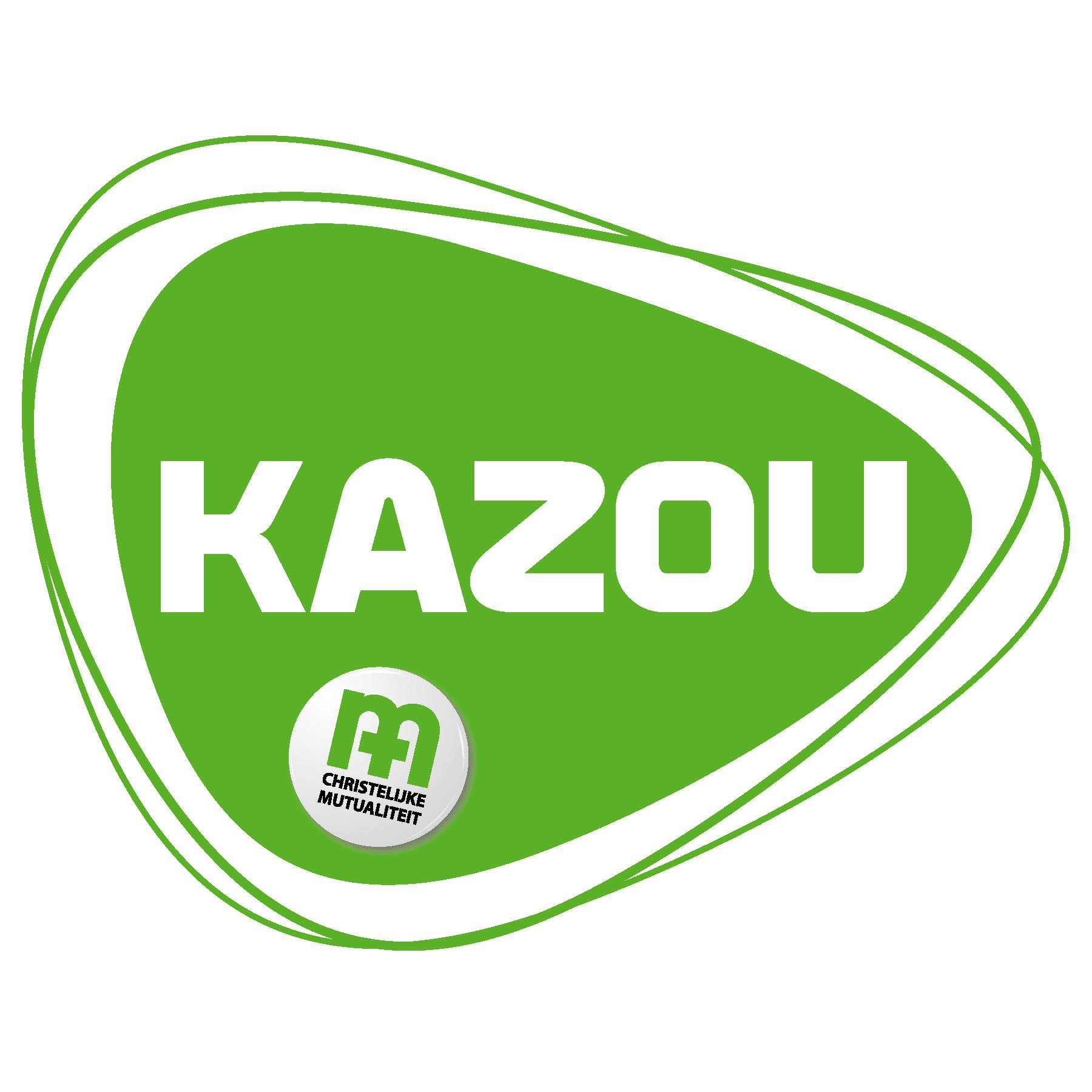
Het logo van Kazou.

Kazou is een Vlaamse jeugdwerkorganisatie van de Christelijke Mutualiteit (CM) en heeft als hoofddoel het organiseren van vakanties voor kinderen en jongeren van 7 tot en met 18 jaar. Deze vakanties kunnen uiteenlopende thema's hebben. In de zomer zijn er specifieke thema-vakanties en algemene zee- zon- en strandvakanties maar ook avontuurlijke en relax-vakanties voor de oudere leeftijden. In de winter ligt de nadruk op wintersport. Jaarlijks zetten ongeveer 8.000 vrijwilligers zich mee in voor de organisatie van de jeugdvakanties.
Naast het organiseren van de reguliere zomer- en wintervakanties zet Kazou ook in op inclusie-werking en JOMBA-werking (vakanties voor kinderen en Jongeren Met Bijzondere Aandacht) voor jongeren met een handicap, een gedragsstoornis of andere beperking. Ook houdt Kazou zich bezig met het organiseren van cursussen voor de opleiding van eigen monitoren, hoofdmonitoren en instructeurs. Deze cursussen worden erkend door de Vlaamse overheid.
De organisatie ontstond in 1947 onder de naam Preventieve Luchtkuren. Onder invloed van mei'68 werd de organisatie vernieuwd en werd vanaf 1971 de naam Jeugd & Gezondheid aangenomen. Sinds 2006 draagt ze de huidige naam, deze verwijst naar het homofone muziekinstrument kazoo. Dit is een verwijzing naar een van de pijlers van Kazou; iedereen kan een kazoo bespelen, net zoals iedereen mee mag met Kazou.
De werking van Kazou baseert zich  op een aantal pijlers of krachtlijnen. Deze zijn: In groep, Groei, Respect, Zinspelend en Solidariteit.
De organisatie werkt, net zoals haar moederorganisatie, met een provinciale structuur.
De moederorganisatie (CM) is eigenaar van verschillende vakantieverblijven, onder andere het domein Massembre in Heer-sur-Meuse. Vroeger was ze ook eigenaar van het Maloja Palace in het Zwitserse Maloja. Vanaf 1962 organiseerde de jeugddienst er bergvakanties voor 14-jarigen, tot het complex na meer dan 40 jaar, vanwege de verminderde belangstelling voor wandelvakanties, werd verkocht. Andere bekende vakantiebestemmingen waren Westouter, Spa, Amberloup (verkocht) en het Zwitserse plaatsje Melchtal.
In 2017 vierde Kazou zijn 70-jarig bestaan. In de zomer van dat jaar begeleide 7000 vrijwilligers 882 vakanties in binnen- en buitenland. Dit was goed voor maar liefst 37476 vakantiegangers. 
In 2022 werd ook het 75-jarig bestaan uitgebreid gevierd. Tijdens de feestzomer zorgden zo'n 8000 vrijwilligers er (opnieuw) voor dat de vele deelnemers onvergetelijke avonturen konden beleven. #daskazou, al 75 jaar.  

## Sjaaltjes
Kenmerkend aan Kazou, zijn de sjaaltjes. Ze verschijnen in verschillende kleuren. Op de sjaaltjes staat altijd het Kazou-logo. 
De moni-sjaaltjes verschillen van de deelnemers-sjaaltjes. Deze sjaaltjes zijn voorzien van een geborduurde rand in een kleur. 
Hoofdmonitoren (vakantieverantwoordelijken) dragen dezelfde sjaaltjes als de moni's. Om duidelijk te maken dat ze de vakantieverantwoordelijke zijn, kunnen ze de sjaaltjes van alle groepen op vakantie over elkaar dragen.

Het is de gewoonte bij Kazou om op het einde van een vakantie de namen op elkaars sjaaltje te schrijven.

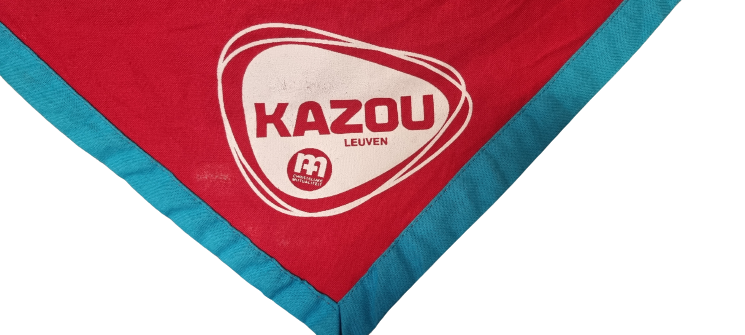
Een monitorensjaaltje van Kazou Leuven, editie 2021
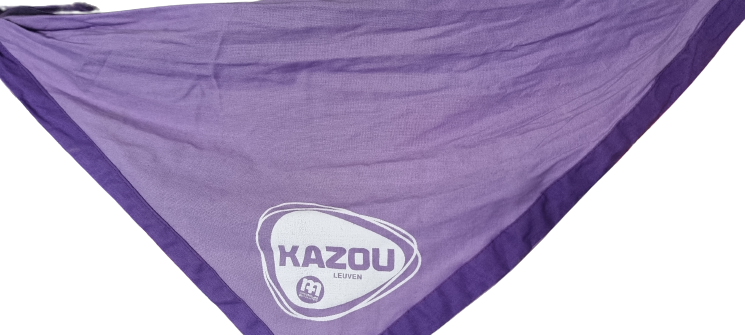
Een monitorensjaaltje van Kazou Leuven
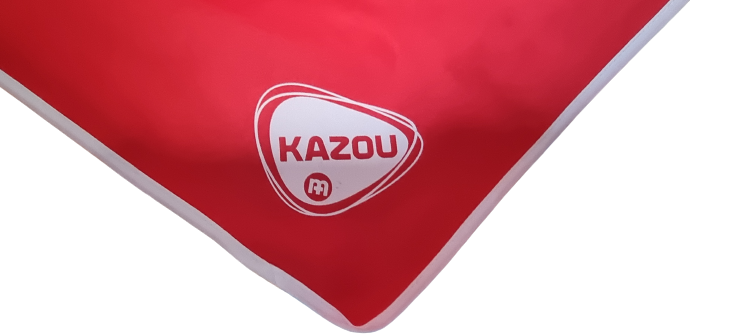
Monitorensjaaltje van Kazou West-Vlaanderen. Meestal gedragen in combinatie met een deelnemer sjaaltje
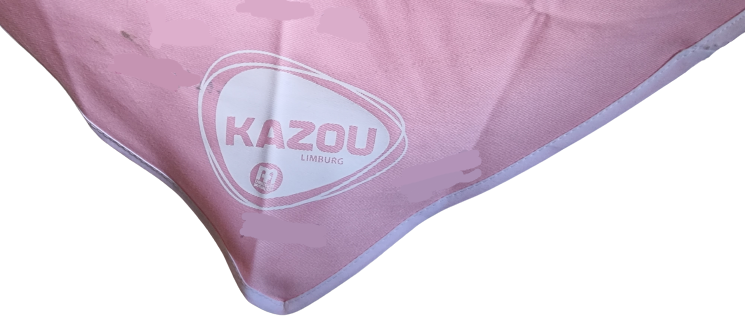
Een monitorensjaaltje van Kazou Limburg, de namen zijn hier verwijderd omwille van privacyredenen.

## Verbonden per provincie
Kazou bestaat uit 17 verbonden, verspreid doorheen heel Vlaanderen. Oost-Vlaanderen en West-Vlaanderen hebben een apart verbond voor JOMBA.
- Antwerpen
  - Antwerpen
  - Regio Mechelen-Turnhout (RMT)
- Limburg
  - Limburg
- Vlaams-Brabant
  - Leuven
  - Sint-Michielsbond (SMB)
- Oost-Vlaanderen
  - Aalst
  - Deinze
  - Gent
  - Meetjesland (Eeklo)
  - Vlaamse Ardennen (Oudenaarde)
  - Waas & Dender
  - Oost-Vlaanderen JOMBA
- West-Vlaanderen
  - Brugge
  - Oostende
  - Roeselare-Tielt (RoeTie)
  - Zuid-West-Vlaanderen
  - West-Vlaanderen JOMBA
  - LOKAL West-Vlaanderen

## Bron
- Majke Jongen, Ma, met ons gaat alles goed. Preventieve Luchtkuren - Jeugd & Gezondheid. 50 jaar jongeren in beweging in de Christelijke Mutualiteit, 1947-1997, Uitgever: Jeugd & Gezondheid vzw, 1997. Zie inhoudstafel en abstract : Kadoc, Varia 7
- Kazou, visietekst - Kazou, Uitgever: Kazou vzw : pdf
- Kazou, kazou70j-300dpi, Uitgever: Kazou vzw : pdf